# 上津村 (三重県)
上津村（こうづむら）は三重県名賀郡にあった村。現在の伊賀市の南東部、近鉄大阪線・伊賀上津駅および西青山駅の周辺にあたる。

## 行政
- 歴代村長[1]

| 代 | 氏名         | 就任                   | 退任                   |
| -- | ------------ | ---------------------- | ---------------------- |
| 1  | 西尾幾三郎   | 1889年（明治22年）4月  | 1890年（明治23年）7月  |
| 2  | 山中惣十郎   | 1890年（明治23年）9月  | 1894年（明治27年）8月  |
| 3  | 山内直治郎   | 1894年（明治27年）10月 | 1898年（明治31年）10月 |
| 4  | 西尾幾三郎   | 1898年（明治31年）11月 | 1906年（明治39年）2月  |
| 5  | 山本茂       | 1906年（明治39年）4月  | 1914年（大正3年）4月   |
| 6  | 永井口角太郎 | 1914年（大正3年）5月   | 1922年（大正11年）5月  |
| 7  | 竹本熊太郎   | 1922年（大正11年）6月  | 1929年（昭和4年）3月   |
| 8  | 山本武雄     | 1929年（昭和4年）4月   | 1932年（昭和7年）4月   |
| 9  | 浅野高海     | 1932年（昭和7年）4月   | 1938年（昭和13年）4月  |
| 10 | 山本武雄     | 1938年（昭和13年）4月  | 1946年（昭和21年）11月 |
| 11 | 中野真一郎   | 1947年（昭和47年）4月  | 1953年（昭和28年）8月  |
| 12 | 川本寛幸     | 1953年（昭和28年）8月  | 1955年（昭和30年）2月  |

## 地理
- 河川：木津川

## 歴史
- 1889年（明治22年）4月1日 - 町村制の施行により、伊勢地村・滝村・妙楽寺村・勝地村・北山村・下川原村の区域をもって伊賀郡上津村が発足。
- 1896年（明治29年）4月1日 - 所属郡が名賀郡に変更。
- 1955年（昭和30年）3月1日 - 阿保町・種生村・矢持村と合併して青山町が発足。同日上津村廃止。

## 交通

### 鉄道路線
- 近畿日本鉄道
  - 大阪線
    - 伊賀上津駅 - 西青山駅

### 道路
- 国道165号